# Molinos de Paterna
Los molinos de Paterna (en valenciano molins de Paterna) constituyen un complejo de molinos hidráulicos del conjunto de la acequia de Moncada a su paso por Paterna (Valencia, España). A finales del siglo xix se alcanzó el máximo histórico de 18 casales, de los que en la actualidad se conservan ocho (si bien dos de ellos en estado ruinoso), cinco sobre la acequia de Moncada, dos sobre el brazo secundario de la Uncía y el último sobre la acequia de Tormos, junto al vado que permitía cruzar el Turia entre Paterna y Manises.
La de Paterna fue una de las mayores concentraciones molineras del territorio de la Comunidad Valenciana y, dada la cantidad y potencia de moltura de los casales existentes, a principios del siglo xx producían el 15% de la harina consumida en Valencia. Fueron cayendo en desuso a partir de la década de 1950 y en la actualidad ninguno sigue en funcionamiento (si bien en el Molino de la Tandera se instaló en 1971 una serrería de mármol). Los molinos de la Escaleta y de Ferrando se han restaurado para albergar un restaurante y sala de bodas.

## Historia

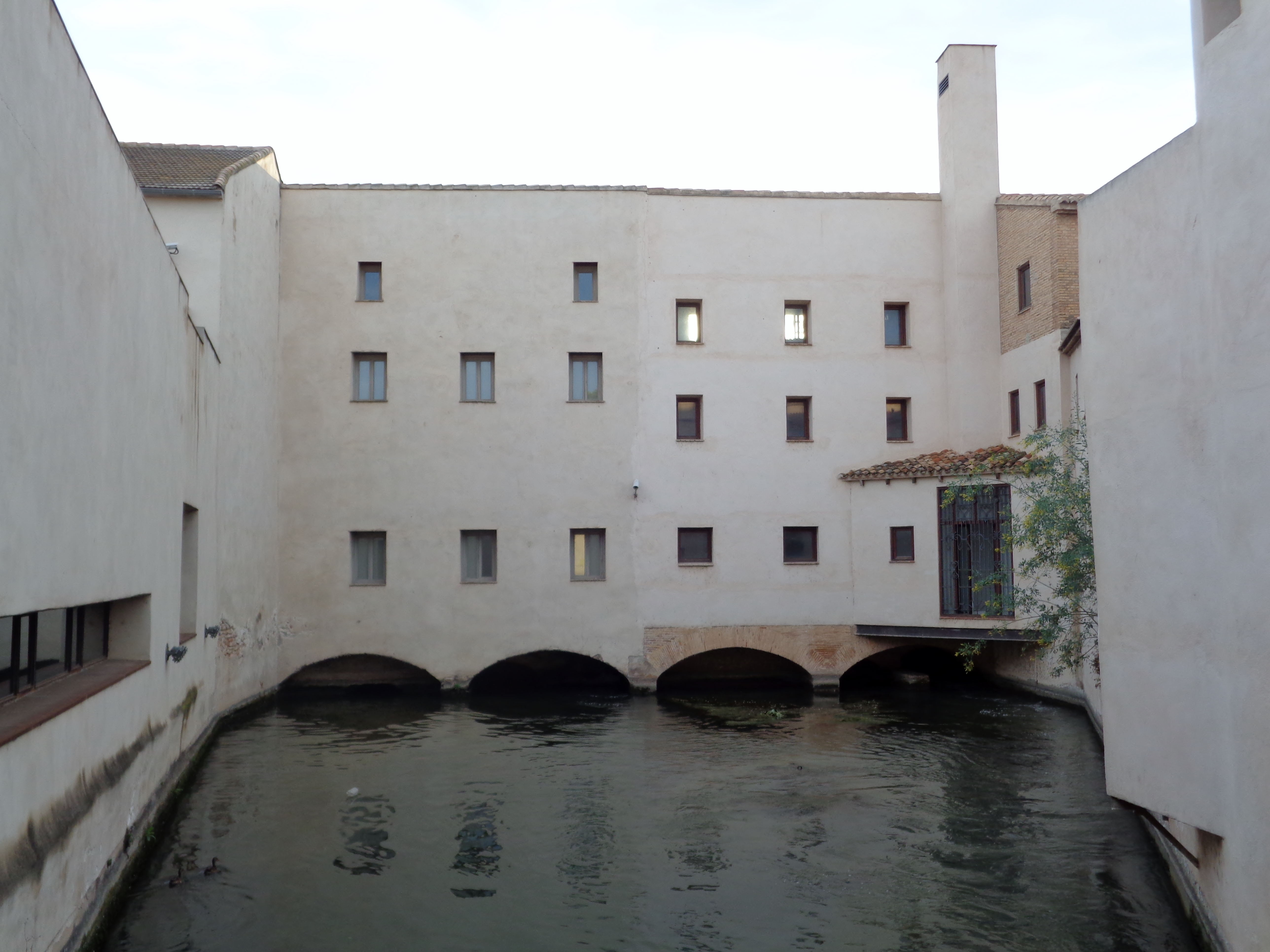
Balsa del molino del Testar (a la derecha) y de La Escaleta (a la izquierda).

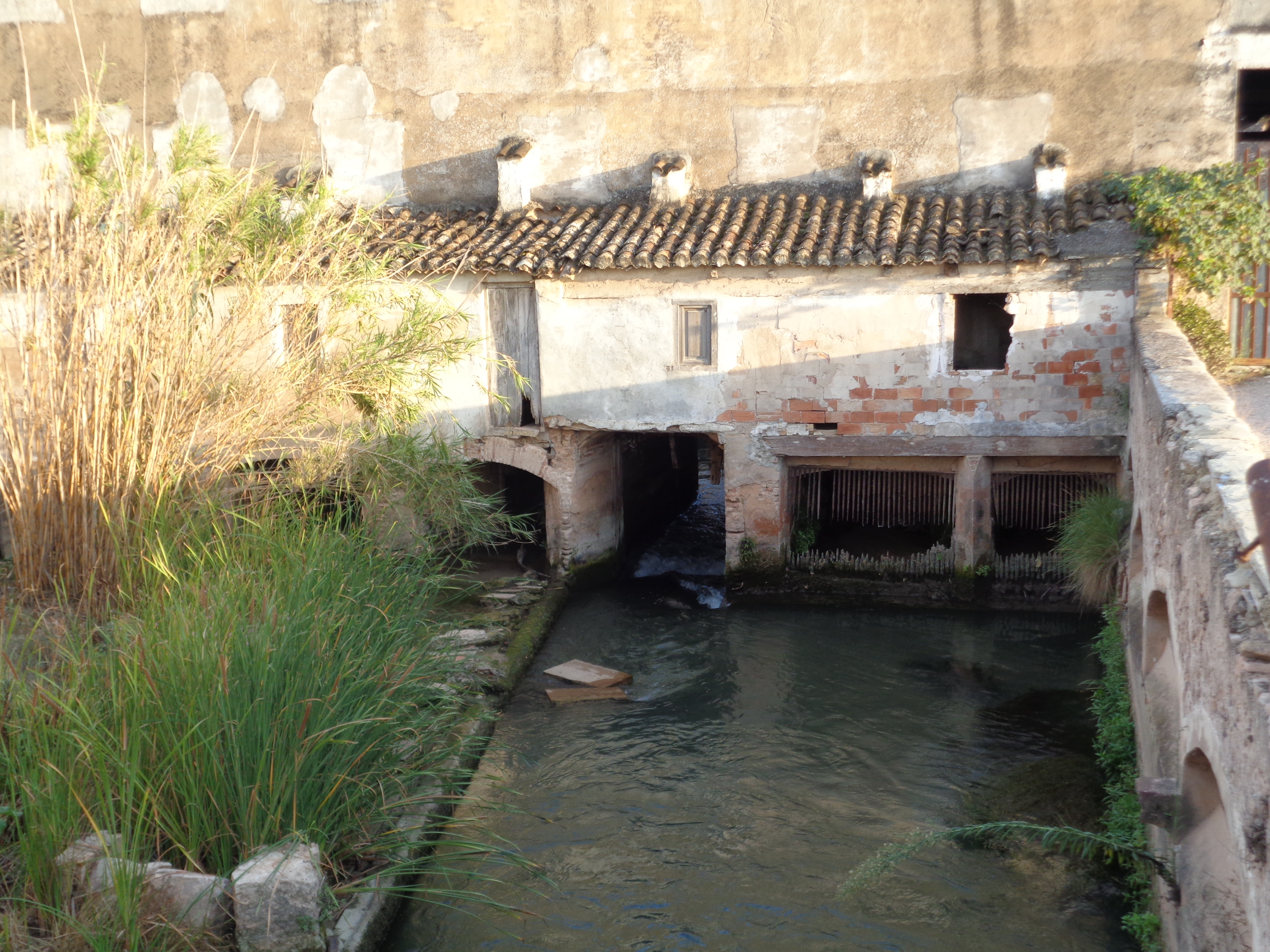
Balsa del Molino de la Tandera.

Si bien muchos de los molinos son de origen medieval, los edificios que se conservan hoy en día datan de épocas más recientes. Los únicos anteriores al siglo xvi son el Molino de la Vila y el Molino del Batán. La historia más antigua de los molinos es todavía confusa. Se sabe que en 1411 los Jurados de Valencia solicitaron al Consell de Paterna que los panaderos de la capital pudieran moler su trigo en el «molí de Paterna», probablemente el Molino de la Vila, de propiedad municipal. En aquella época debían existir ya, además del de la Vila, el Molino de Ferrando y el del Batán, pues a estos se une a partir de, al menos, 1658 el «molí nou» (‘molino nuevo’), que se encontraba en el casco urbano de Paterna y está en la actualidad desaparecido. Es tras la liberalización legislativa que ocurrió tras la Guerra de la Independencia (1808-1814) que se construyen los molinos del Testar, de la Tandera, de la Peña y de Donderis. En esos años creció enormemente el número de solicitudes a la junta de gobierno de la Acequia de Moncada para instalar más molinos, aunque la mayoría fueron desestimadas, excepción hecha del molino de les xiques y el de Donderis, ambos sobre el ramal de la Uncía.

## Molinos conservados
Siete de los ocho molinos están incoados como bien de relevancia local, y en uno de ellos se prevé la instalación de un centro museístico.
- Molinos del Testar y de la Escaleta (Molins del Testar i de l'Escaleta): construido entre 1837 y 1840 y dividido pronto en dos casales.[2] Se prevé la instalación en el molino del Testar del Museo del Agua y la Cerámica.[7] Está incoado como bien de relevancia local.[7]

- Molino de la Vila (Molí de la Vila): de origen medieval, era propiedad del municipio de Paterna. Funcionó como molino harinero y fábrica de harina hasta la década de 1970.[2] Está incoado como bien de relevancia local.[8]

- Molino de Ferrando (Molí de Ferrando): ubicado en la acequia de la Uncía, data de al menos el siglo xviii.[2] Está incoado como bien de relevancia local.[9]

- Molino de la Tandera (Molí de la Tandera): construido en 1836 como molino harinero, en la actualidad alberga una serrería de mármol.[2] Está incoado como bien de relevancia local.[10]

- Molino del Batán (Molí del Batà): de origen medieval, se usó inicialmente para aprestar tejidos de lana.[2] Pasó a ser un molino de papel en 1840 y acabó por transformarse en la primera fábrica harinera moderna de Valencia.[2] Está incoado como bien de relevancia local.[11]

- Molino de la Peña (Molí de la Penya): construido hacia 1834, funcionó como molino de harina y arroz hasta que lo destruyó un incendio en 1930.[2] Los restos están incoados como bien de relevancia local.[12]

- Molino del Vado (Molí del Vado): ya existía hacia mediados del siglo xix, si bien actualmente está demolido y solo se conservan algunos restos, incoados como bien de relevancia local.[3]

- Molino de Donderis (Molí de Donderis): está ubicado e integrado entre los edificios de la calle Maestra Monforte, sin una apariencia externa particular.[2] Se halla abandonado pero en buen estado de conservación.[2]